# O2體育館
O2體育館，俗称The O2，亦称北格林尼治體育館，是一座位於英國英格蘭倫敦北格林尼治地区的室內多功能场馆，拥有超过两万个座位，是英国第二大的室内场馆，也是伦敦地标性建筑。O2體育館是全球最知名的娱乐和体育赛事的举办地点之一，也是全球少数能实现稳定盈利的体育场馆。

## 历史
O2體育館座落于伦敦市郊格林威治半岛上、原称为“千禧巨蛋”的大型建筑内，2002年，安舒茨娱乐集团接手该项目，耗资6亿英镑，将其重新开发为世界级的体育和娱乐中心，2005年，英国电信公司O2买下了该场馆的冠名权。2007年6月，O2体育馆正式开幕，由美国乐队邦·乔维带来开幕演出。此后，O2体育馆除了承接ATP年终总决赛、NBA常规赛等体育赛事之外，也是众多大型演出活动、演唱会、颁奖典礼的首选举办地。O2体育馆启用的第一个十年，已接待超过6000万名观众，售出近2000万张门票。2017年，O2体育馆首度成为世界上售票最多的表演场馆。

## 體育比賽

### 網球
2007年9月15日，该场馆于举办了首届极速网球锦标赛，安迪·穆雷赢得了该赛事冠军。从2009年至2020年的ATP年终总决赛都在此體育館舉行。2022年9月23-25日，该场馆举办了拉沃尔杯，瑞士网球选手罗杰·费德勒在此进行了退役前的最后一场比赛。

### 冰球
2007年9月29日至30日，O2体育馆举办了两场美国国家冰球联盟的比赛，拉开了2007-08年NHL赛季的序幕，参赛队伍均为安舒茨旗下的洛杉矶国王，以及其南加州的地区对手阿纳海姆小鸭。

### 籃球
2007年10月10日，波士顿凯尔特人队与明尼苏达森林狼队在该球馆进行了一场NBA表演赛。比赛门票在三个月前便全部售罄。该球馆还在2008-09赛季前举办了迈阿密热火队和新泽西篮网队的表演赛。同样门票也在三个月前便售罄。
2009年10月6日，芝加哥公牛队和犹他爵士队在O2进行了一场NBA欧洲赛的表演赛。芝加哥公牛队以102比101获胜，现场座无虚席。
2010年10月4日，洛杉矶湖人队对阵明尼苏达森林狼队。森林狼队以111比92获胜，比赛吸引了18,689名观众。
2011年3月4日，新泽西篮网队以116比103战胜了多伦多猛龙队，是NBA常规赛首次在O2体育馆举行。两队于3月5日再次交锋，新泽西篮网队经过三个加时赛以137比136获胜。
这座场馆还承办了2012年夏季奥运会男子和女子篮球比赛的淘汰赛阶段。
2013年1月17日，在2012-13赛季NBA常规赛中，底特律活塞队与纽约尼克斯队于O2体育馆进行了一场比赛。尼克斯队以102比87获胜。
2015年1月15日，在2014-15赛季NBA常规赛中，密尔沃基雄鹿队与纽约尼克斯队于O2体育馆进行了一场比赛。雄鹿队以95比79获胜。

### 體操
该场馆曾被用于2009年世界競技體操錦標賽，并举办了2012年夏季奥运会体操比赛。

### 奧運和帕運
因為國際奧委會的贊助規定，所以本體育場在奧運及帕運期間更名為北格林威治體育館，倫敦奧運的競技體操和彈翻床於此舉行，籃球項目決賽和帕運的輪椅籃球項目的決賽也在本體育館舉行。

## 娛樂活动
2007年8月，美国音乐家王子开启了《地球巡演：伦敦21夜》，在该场馆连续举办了21场售罄的演出。迈克尔·杰克逊原定於2009年7月開始在此舉辦《This Is It 巡迴演唱會》，但因其逝世而全部取消。
2012年4月23日，陳奕迅在此舉辦《DUO世界巡迴演唱會》，演出吸引了11,159名观众，成為首位在本館開售票演唱會的華人歌手。后来他还于2014年3月28日在此举办《EASON's LIFE世界巡回演唱会》。
2012年4月30日，張惠妹在此舉辦《Ameizing世界巡回演唱会》，為首位在本館開售票演唱會的華人女歌手。2013年3月18日，香港組合The Big Four在此舉辦《大家利事世界巡迴演唱會》，成為首位在本館開售票演唱會的華人組合。2013年4月15日，王力宏在此舉辦《MUSIC-MAN II火力全開世界巡迴演唱會》。
2018年3月4日，五月天在此舉辦《LIFE 人生無限公司世界巡迴演唱會》，吸引了12,148名观众。2018年10月9日至10日，防彈少年團在此舉辦《愛自己世界巡迴演唱會》，演出吸引了31,475名观众。2019年4月26日至27日，周杰倫在此舉辦《地表最強2世界巡迴演唱會》，演出吸引了21,726名观众，成为首位在本馆连开2场的华人歌手。
2022年11月30日至12月1日，BLACKPINK在此舉辦《Born Pink世界巡迴演唱會》，演出吸引了35,440名观众。2023年2月22日，韓國團體ATEEZ在此舉辦《ATEEZ WORLD TOUR THE FELLOWSHIP: BREAK THE WALL》。
2023年10月22日，林家謙在此舉辦《L*underground 倫敦演唱會》。同年11月28日，五月天二度在此开唱，舉辦《好好好想见到你伦敦演唱会》。
2024年1月9日至10日，周杰倫在此舉辦《嘉年華世界巡迴演唱會》，演出吸引了28,631名观众，是华人歌手创造的最高记录。2024年3月12日，香港團體MIRROR在此舉辦《FEEL THE PASSION CONCERT TOUR 2024》。
中国大陆歌手周深原定于2025年2月14日在此举办《9.29Hz世界巡回演唱会》，因周深嗓子出现不适症状，在开演前4小时宣布取消。3月11日，林俊杰在此举办《JJ20 FINAL LAP世界巡回演唱会》。4月16日至17日，陳奕迅三度在此開唱，舉辦《陳奕迅 Fear and Dreams世界巡迴演唱會》。

## 售票记录
尽管每年仅开放200天（相当于七个月），但该场馆在2007年售出了超过120万张门票，使其成为全球第三大音乐会和表演场馆，仅次于曼彻斯特竞技场（125万）和纽约市的麦迪逊广场花园（123万）。
截至2018年，该场馆成为世界上售票最多的表演场馆。
| 场馆名称                                    | 2017年售票数量 |
| ------------------------------------------- | -------------- |
| O2体育馆, 伦敦, 英格兰, 英国                | 1,443,232      |
| 麦迪逊广场花园, 纽约市, 纽约州, 美国        | 1,167,544      |
| 曼彻斯特竞技场, 曼彻斯特, 英格兰, 英国      | 1,072,079      |
| 水电竞技场, 格拉斯哥, 苏格兰, 英国          | 1,028,934      |
| 巴克莱中心, 布鲁克林, 纽约州, 美国          | 936,794        |
| 朗盛体育馆, 科隆, 德国                      | 931,394        |
| 蒙特雷体育馆, 蒙特雷, 墨西哥                | 906,290        |
| 墨西哥城体育馆, 墨西哥城, 墨西哥            | 881,665        |
| 论坛体育馆, 英格尔伍德 , 加利福尼亚州, 美国 | 790,728        |
| 马德里自治区体育中心, 马德里, 西班牙        | 784,699        |

## 事故
2022年2月18日，體育館的屋顶受尤尼斯风暴影響被摧毀，导致场馆关闭。